# Mikuláš Konopka
Mikuláš Konopka (Rimavská Sobota, 23 gennaio 1979) è un ex pesista slovacco, campione europeo indoor nel 2007.
Ha ricevuto due squalifiche per doping: la prima di due anni dal 14 marzo 2002 al 13 marzo 2004 e la seconda a vita il 13 maggio 2008. È fratello del martellista Miroslav Konopka.

## Biografia
Nel 2002 subito dopo la vittoria della medaglia di bronzo ai Campionati europei indoor di Vienna, ad un controllo antidoping, risultò positivo allo stanozololo. Gli fu ritirata la medaglia e fu squalificato per due anni dalle competizioni.
Egli detiene attualmente il record slovacco indoor nel getto del peso con la misura di 21,57, ottenuto in occasione della vittoria del titolo europeo indoor a Birmingham nel 2007.
Il 13 maggio 2008 è risultato positivo al metandrostenolone e di conseguenza squalificato a vita dalle competizioni.

## Record nazionali

### Seniores
- Getto del peso indoor 21,57 m ( Birmingham, 3 marzo 2007)

## Palmarès
| Anno | Manifestazione           | Sede             | Evento         | Risultato | Misura  | Note             |
| ---- | ------------------------ | ---------------- | -------------- | --------- | ------- | ---------------- |
| 1996 | Mondiali juniores        | Sydney           | Getto del peso | 5º        | 17,33 m |                  |
| 1997 | Europei juniores         | Lubiana          | Getto del peso | Argento   | 17,63 m |                  |
| 1998 | Mondiali juniores        | Annecy           | Getto del peso | Oro       | 18,50 m |                  |
| 1999 | Europei under 23         | Göteborg         | Getto del peso | Oro       | 19,60 m |                  |
| 1999 | Universiadi              | Palma di Maiorca | Getto del peso | 8º        | 18,38 m |                  |
| 2000 | Olimpiadi                | Sydney           | Getto del peso | 23º       | 18,99 m |                  |
| 2001 | Europei under 23         | Amsterdam        | Getto del peso | Oro       | 19,79 m |                  |
| 2001 | Mondiali                 | Edmonton         | Getto del peso | 21º       | 18,89 m |                  |
| 2001 | Universiadi              | Pechino          | Getto del peso | 5º        | 19,51 m |                  |
| 2002 | Europei indoor           | Vienna           | Getto del peso | dq        | dq      |                  |
| 2004 | Olimpiadi                | Atene            | Getto del peso | 9º        | 19,92 m | [ 3 ]            |
| 2005 | Europei indoor           | Madrid           | Getto del peso | 6º        | 19,95 m |                  |
| 2005 | Mondiali                 | Helsinki         | Getto del peso | 11º       | 19,72 m |                  |
| 2006 | Mondiali indoor          | Mosca            | Getto del peso | 9º        | 19,91 m |                  |
| 2007 | Europei indoor           | Birmingham       | Getto del peso | Oro       | 21,57 m | Record nazionale |
| 2007 | Mondiali                 | Osaka            | Getto del peso | 14º (q)   | 19,63 m |                  |
| 2007 | Giochi mondiali militari | Hyderabad        | Getto del peso | 5º        | 18,61 m |                  |

## Campionati nazionali
- 3 titoli slovacchi assoluti nel getto del peso (2000, 2005/2006)
- 5 titoli slovacchi assoluti indoor nel getto del peso (1998/2000, 2005/2006)

1997
- Bronzo ai Campionati nazionali assoluti, getto del peso - 18,12 m

1998
- Oro ai Campionati nazionali assoluti indoor, getto del peso - 18,93 m
- Argento ai Campionati nazionali assoluti, getto del peso - 19,69 m

1999
- Oro ai Campionati nazionali assoluti indoor, getto del peso - 18,84 m

2000
- Oro ai Campionati nazionali assoluti indoor, getto del peso - 19,78 m
- Oro ai Campionati nazionali assoluti, getto del peso - 19,84 m

2001
- Argento ai Campionati nazionali assoluti, getto del peso - 20,34 m

2004
- Argento ai Campionati nazionali assoluti, getto del peso - 19,71 m

2005
- Oro ai Campionati nazionali assoluti indoor, getto del peso - 20,55 m
- Oro ai Campionati nazionali assoluti, getto del peso - 20,07 m

2006
- Oro ai Campionati nazionali assoluti indoor, getto del peso - 20,30 m
- Oro ai Campionati nazionali assoluti, getto del peso - 19,23 m

2007
- Bronzo ai Campionati nazionali assoluti, getto del peso - 18,78 m

2008
- Argento ai Campionati nazionali assoluti indoor, getto del peso - 19,73 m

## Altre competizioni internazionali
1998
- 4º al Golden Spike Ostrava ( Ostrava), getto del peso - 18,47 m

2000
- 4º nel Meeting Sparkassen indoor ( Stoccarda), getto del peso - 19,14 m
- Bronzo al Grande Premio Brasil Caixa de Atletismo ( Rio de Janeiro, getto del peso - 19,91 m
- Argento al Golden Spike Ostrava ( Ostrava), getto del peso - 19,35 m
- 5º al Memorial Josefa Odlozila ( Praga), getto del peso - 19,64 m
- 8º al Golden Gala ( Roma), getto del peso - 19,44 m
- 9º al Meeting Athletissima ( Losanna, getto del peso - 19,02 m
- 10º all'ExxonMobil Bislett Games ( Oslo), getto del peso - 18,66 m
- Oro al Zipfer Gugl Grand Prix ( Linz), getto del peso - 19,19 m
- 7º al Weltklasse Zürich ( Zurigo), getto del peso - 19,50 m
- 8º al Meeting Herculis ( Monaco), getto del peso - 19,14 m
- 7º al Meeting ISTAF ( Berlino), getto del peso - 19,26 m
- 8º al IAAF Grand Prix Final ( Doha), getto del peso - 18,98 m

2001
- Oro al Golden Spike Ostrava ( Ostrava), getto del peso - 20,66 m
- 6º al Memorial Josefa Odlozila ( Praga), getto del peso - 19,32 m

2004
- Oro in Coppa Europa (Second League) ( Novi Sad), getto del peso - 19,87 m
- 9º al Memorial Josefa Odlozila ( Praga), getto del peso - 19,56 m

2005
- Bronzo al Qatar Athletic Super Grand Prix ( Doha), getto del peso - 20,34 m
- Oro al Golden Spike Ostrava ( Ostrava), getto del peso - 20,37 m
- Bronzo in Coppa Europa (First League) ( Gävle), getto del peso - 20,04 m
- 4º al Memorial Josefa Odlozila ( Praga), getto del peso - 19,85 m
- 7º alla IAAF World Athletics Final ( Monaco), getto del peso - 19,29 m

2006
- Oro in Coppa Europa (Second League) ( Banská Bystrica), getto del peso - 19,71 m
- 5º al Memorial Josefa Odlozila ( Praga), getto del peso - 19,20 m
- 4º al Meeting Lille Metropole ( Villeneuve d'Ascq), getto del peso - 19,49 m

2007
- 8º in Coppa Europa (First League) ( Vaasa), lancio del disco - 37,51 m